# John G. Blystone
John G. Blystone (Rice Lake, 2 de desembre de 1892 - Los Angeles, 6 d'agost de 1938) va ser un director de cinema estatunidenc. Va dirigir més de 100 pel·lícules entre 1915 i 1938 especialment de cinema mut.

## Filmografia seleccionada
- A Friendly Husband (1923)
- Soft Boiled (1923)
- La nostra hospitalitat (Our Hospitality) (1923)
- Ladies to Board (1924)
- The Last Man on Earth (1924)
- Oh, You Tony! (1924)
- Teeth (1924)
- The Everlasting Whisper (1925)
- The Lucky Horseshoe (1925)
- Dick Turpin (1925)
- The Best Bad Man (1925)
- My Own Pal (1926)
- The Family Upstairs (1926)
- Hard Boiled (1926)
- Wings of the Storm (1926)
- Ankles Preferred (1927)
- Slaves of Beauty (1927)
- Pajamas (1927)
- Sharp Shooters (1928)
- Mother Knows Best (1928)
- Captain Lash (1929)
- The Sky Hawk (1929)
- Thru Different Eyes (1929)
- The Big Party (1930)
- So This Is London (1930)
- Tol'able David (1930)
- Men on Call (1931)
- Mr. Lemon of Orange (1931)
- Charlie Chan's Chance (1932)
- She Wanted a Millionaire (1932)
- Amateur Daddy (1932)
- Too Busy to Work (1932)
- The Painted Woman (1932)
- Hot Pepper (1933)
- My Lips Betray (1933)
- Coming Out Party (1934)
- Change of Heart (1934)
- Hell in the Heavens (1934)
- Bad Boy (1935)
- The County Chairman (1935)
- Gentle Julia (1936)
- The Magnificent Brute (1936)
- Little Miss Nobody (1936)
- Un gran tipus (Great Guy) (1936)
- Music for Madame (1937)
- Woman Chases Man (1937)
- Swiss Miss (1938)
- Block-Heads (1938)